# Danmarks ambassade i Bogotá
Danmarks ambassade i Bogotá er Danmarks diplomatiske repræsentation i Colombia og blev etableret i 1960. Ambassaden er også ansvarlig for Panama, Costa Rica, Venezuela og Bolivia. Ambassadens arbejdsområder omfatter politisk og økonomisk samarbejde, kulturelle udvekslinger, bistand til danske borgere og virksomheder i Colombia og promovering af danske interesser i Colombia.
Ambassaden har til formål at opretholde og styrke relationer mellem Danmark og Colombia og arbejder tæt sammen med både den danske og den colombianske regering, såvel som med andre relevante organisationer og myndigheder. Ambassaden er også ansvarlig for at promovere danske interesser og varetage danske virksomheders interesser i Colombia.
Ambassaden i Bogotá er også involveret i et bredt spektrum af aktiviteter og initiativer, som sigter mod at fremme dansk-colombiansk samarbejde inden for en række forskellige områder, herunder handel, kultur, miljø, menneskerettigheder og udviklingssamarbejde.

## Historie
Danmarks ambassade i Bogotá blev oprindeligt etableret som en konsulat i 1920 og blev opgraderet til ambassade i 1960. Ambassaden er beliggende i Colombias hovedstad, Bogotá, og ledes i dag af ambassadør Jens Godtfredsen. I 2014 blev ambassaden dog flyttet til en ny adresse i Bogotá, hvilket markerede et skift til mere moderne og bedre egnede faciliteter.